# Bunaeopsis angolana
Bunaeopsis angolana är en fjärilsart som beskrevs av Le Cerf 1918. Bunaeopsis angolana ingår i släktet Bunaeopsis och familjen påfågelsspinnare. Inga underarter finns listade i Catalogue of Life.